# Hurt (chanson de Nine Inch Nails)
Cet article concerne la chanson de Nine Inch Nails. Pour la chanson de Christina Aguilera, voir Hurt.
Pour les articles homonymes, voir Hurt.
Singles de Nine Inch Nails
Burn
(1994) The Perfect Drug
(1997)
Hurt est une chanson écrite par Trent Reznor qui constitue le premier single extrait de l'album The Downward Spiral. Elle a reçu une nomination pour le Grammy Awards de la meilleure chanson rock en 1996.
En 2002, la reprise de Hurt par Johnny Cash est acclamée par la critique. Il s'agit de l'une des dernières chansons interprétées par l'artiste avant sa mort.

## Chanson
Enregistrée à l'origine par Nine Inch Nails, la chanson Hurt a été adaptée et reprise par plusieurs artistes, dont Johnny Cash et Leona Lewis. La chanson comporte clairement des références à l'automutilation et à la dépendance à l'héroïne, bien que le sens global de la chanson soit contesté. Certains affirment que la chanson agit comme une lettre de suicide écrite par le protagoniste de l'album en raison de sa dépression, tandis que d'autres prétendent qu'il décrit le processus difficile de trouver une raison de vivre en dépit de la dépression et de la douleur. Le suicide et la dépression sont les thèmes majeurs de l'album : ils apparaissent dans des chansons telles que The Downward Spiral et le titre inédit Just Do It. La violence armée de Big Man with a Gun est parfois interprétée comme une fin alternative à l'album, dans laquelle le protagoniste infligerait des souffrances à d'autres plutôt qu'à lui-même – ou en plus de celles qu'il s'inflige à lui-même.

### Liste des morceaux du single
1. Hurt (Quiet version) Clean – 5:04
2. Hurt (Live version) Clean – 5:15
3. Hurt (Album version) Clean – 6:20
4. Hurt (Quiet version) Soiled – 5:21
5. Hurt (Live version) Soiled – 5:15
6. Hurt (Album version) Soiled – 6:14

## Reprises

### Version de Johnny Cash
Singles de Johnny Cash
The Man Comes Around
(2002) God's Gonna Cut You Down
(2006)
Sa reprise de Hurt est sortie en 2002 sur son album American IV: The Man Comes Around. C'est Rick Rubin, producteur de Johnny Cash et ami de Trent Reznor, qui lui a suggéré de reprendre cette chanson. Dans la version de Cash, les mots « crown of shit » (couronne de merde) sont remplacées par « crown of thorns » (couronne d'épines).

#### Liste des morceaux du single
1. Hurt – 3:38
2. Personal Jesus – 3:21
3. Wichita Lineman – 3:06

### Autres versions
La chanteuse de jazz coréenne Youn Sun Nah reprend la chanson sur son album Lento sorti en 2013.
Une version chantée par une chorale d'enfants sert de générique à la série télévisée française Glacé diffusée sur M6 en 2017.